# Maxi Linder
Wilhelmina Angelica Adriana Merian Rijburg alias Maxi Linder (1902-1981) was een bekende en populaire Surinaamse prostituee.
Zij zou met de opbrengst van haar werk diverse mensen financieel hebben ondersteund en ook de opleiding in Europa van vele kansarme Surinaamse jonge mannen, die later hoge posten in de samenleving bekleedden, hebben betaald. Zij heeft er geen enkele blijk van waardering voor teruggekregen. De laatste jaren van haar leven bracht zij in eenzaamheid met haar vele honden door.
In 1999 verscheen De koningin van Paramaribo, een roman van Clark Accord over het leven van Maxi Linder. In Paramaribo is sinds enkele jaren het Maxi Linderhuis: een inloop- informatiehuis voor onder andere prostituees, hiv-geïnfecteerden en slachtoffers van seksueel geweld.